# Lijst van voetbalinterlands Servië - Tsjechië
Deze lijst van voetbalinterlands is een overzicht van alle officiële voetbalwedstrijden tussen de nationale teams van Servië en Tsjechië. De landen speelden tot op heden twee keer tegen elkaar, te beginnen met een vriendschappelijke wedstrijd, die werd gespeeld in Uherské Hradiště op 16 augustus 2006. Het laatste duel, eveneens een vriendschappelijke wedstrijd, vond plaats op 13 november 2015 in Ostrava.

## Wedstrijden
| № | Plaats           | Datum            | Competitie        | Wedstrijd         | Uitslag |
| - | ---------------- | ---------------- | ----------------- | ----------------- | ------- |
| 1 | Uherské Hradiště | 16 augustus 2006 | Vriendschappelijk | Tsjechië – Servië | 1 – 3   |
| 2 | Ostrava          | 13 november 2015 | Vriendschappelijk | Tsjechië – Servië | 4 – 1   |

## Samenvatting
| Competitie        | Totaal gespeeld | Winst Servië | Gelijk | Winst Tsjechië | Doelsaldo Servië – Tsjechië |
| ----------------- | --------------- | ------------ | ------ | -------------- | --------------------------- |
| Vriendschappelijk | 2               | 1            | 0      | 1              | 4 − 5                       |
| Totaal            | 2               | 1            | 0      | 1              | 4 − 5                       |

## Details

### Eerste ontmoeting
De eerste ontmoeting tussen de nationale voetbalploegen van Servië en Tsjechië vond plaats op 16 augustus 2006. Het vriendschappelijke duel, bijgewoond door 8.047 toeschouwers, werd gespeeld in Mestsky fotbalovy stadion in Uherské Hradiště. De wedstrijd stond onder leiding van scheidsrechter Dietmar Drabek uit Oostenrijk. Het was de eerste officiële wedstrijd voor Servië na de ontmanteling van de rompstaat Servië en Montenegro.
Bij Tsjechië maakten drie spelers hun debuut voor de nationale ploeg: Roman Bednář (Heart of Midlothian), Marek Kulič (FK Mladá Boleslav) en Tomáš Zápotočný (Slovan Liberec). Bij Servië kwamen vier spelers voor het eerst uit voor de nationale ploeg: Vladimir Stojković (FC Nantes), Milan Stepanov (Trabzonspor), Milan Biševac (Rode Ster Belgrado) en Aleksandar Trišović (Rode Ster Belgrado). De anderen hadden eerder al eens gespeeld voor Joegoslavië en/of Servië en Montenegro.
| Vriendschappelijk (Uherské Hradiště, Tsjechië, 16 augustus 2006): |              | |
| Tsjechië | 1 – 3        | Servië |
| Jiří Štajner 3' | goals        | 41' Danko Lazović 54' Marko Pantelić 72' Aleksandar Trišović |
| Karel Brückner | bondscoach   | Javier Clemente |
| Jaromír Blažek Zdeněk Grygera Tomáš Ujfaluši David Rozehnal 46' Marek Jankulovski 70' Jaroslav Plašil 46' Karel Piták 60' Pavel Nedvěd 46' Jan Polák 46' Jan Koller Jiří Štajner | opstellingen | Vladimir Stojković Aleksandar Luković Milan Biševac Milan Stepanov Marjan Marković Igor Duljaj 62' Dejan Stanković 46' Ognjen Koroman 46' Saša Ilić 46' Danko Lazović 79' Marko Pantelić |
| Tomáš Zápotočný 46' Radoslav Kováč 46' David Jarolím 46' Libor Sionko 46' Marek Kulič 60' Roman Bednář 70'                                                                       | wissels      | 46' Nenad Kovačević 46' Aleksandar Trišović 46' Nikola Žigić 62' Danijel Ljuboja 79' Branislav Ivanović                                                                                  |
| David Jarolím 54' Roman Bednář 88' | gele kaarten | |
| | rode kaarten | 22', 76' Milan Stepanov |

### Tweede ontmoeting
| Vriendschappelijk (Ostrava, Tsjechië, 13 november 2015): |       |                    |
| Tsjechië | 4 – 1 | Servië             |
| Tomáš Sivok 17' Tomáš Necid 63' Ladislav Krejčí 82' Ondřej Zahustel 90+3'                                                                                          | goals | 78' Petar Škuletić |
| - Debuut van Ondřej Zahustel (FK Mladá Boleslav) voor Tsjechië. - Debuut van Marko Petković (FK Crvena Zvezda) en Aleksandar Katai (FK Crvena Zvezda) voor Servië. |       |                    |